# دونگه ستوپانگه
دونگه ستوپانگه (به صربی: Donje Stopanje) یک منطقهٔ مسکونی در صربستان است که در لسکواس واقع شده‌است. دونگه ستوپانگه ۱٬۱۳۶ نفر جمعیت دارد.